# Magistralinis kelias A14
A14 ist eine Fernstraße in Litauen.

## Verlauf
Die Straße führt von der Hauptstadt Vilnius über Nemenčinėlė nach Norden und erreicht in Utena die Fernstraße Magistralinis kelias A6 (Europastraße 262), die von Kaunas nach Daugavpils (Dünaburg) in Lettland führt.
Die Länge der Straße beträgt rund 96 km.